# Blimbing (Pakuniran)
Blimbing is een bestuurslaag in het regentschap Probolinggo van de provincie Oost-Java, Indonesië. Blimbing telt 1141 inwoners (volkstelling 2010).